# Кутырева (Голышмановский район)
Кутырева — деревня в Голышмановском городском округе Тюменской области России. До 2018 года входил в состав Гладиловского сельского поселения.

## География
Деревня находится в южной части Тюменской области, в лесостепной зоне, в пределах Ишимской равнины, на берегах реки Ермец, на расстоянии примерно 15 километров от Голышманова, административного центра района.
Часовой пояс
Деревня Кутырева, как и вся Тюменская область, находится в часовой зоне МСК+2. Смещение применяемого времени относительно UTC составляет +5:00.

## Население
| 2010 |
| ---- |
| 37   |

## Известные люди
В деревни родился глава города Ишима Шишкин Ф. Б. 